# Regione di Tanga
La regione di Tanga (ufficialmente Tanga Region in inglese) è una regione della Tanzania. Prende il nome dal suo capoluogo Tanga.

## Distretti
La regione è divisa amministrativamente nei seguenti distretti:
1. Distretto di Lushoto	(350 958)
2. Distretto di Bumbuli	(159 373)
3. Distretto di Korogwe	(272 870)
4. Korogwe (città)	(86 551)
5. Distretto di Muheza	(238 260)
6. Distretto urbano di Tanga	(393 429)
7. Distretto di Pangani	(75 642)
8. Distretto rurale di Handeni	(384 353)
9. Distretto urbano di Handeni	(108 968)
10. Distretto di Kilindi	(398 391)
11. Distretto di Mkinga	(146 802)